# Музей Кароля Шимановського
Музей Кароля Шимановського (пол. Muzeum Karola Szymanowskiego) — музей, який знаходиться в місті Закопане, Польща. У музеї зберігаються та експонуються матеріали, пов'язані з життям і діяльністю польського композитора Кароля Шимановського. Музей розташовується в дерев'яній будівлі під назвою «Вілла Атма», яка входить до переліку об'єктів туристичного маршруту «Шлях дерев'яної архітектури» Малопольського воєводства. Є філією Національного музею (Краків).

## Історія та опис
Вілла «Атма» була побудована в 1895 році польським архітектором Юзефом Каспрусь-Стохом і спочатку використовувалася як приватний пансіонат. З 1930 по 1935 рік у віллі «Атма» жив польський композитор Кароль Шимановський. В цей час він написав тут IV Концертну симфонію і II Концерт для скрипки. Восени 1935 року К. Шимановський залишив Закопане, щоб пройти курс лікування у Швейцарії.
Ініціатором створення музею у будівлі вілли «Атма», присвяченого Каролю Шимановському, стала племінниця і спадкоємиця композитора Крістіна Домбровська. Польський письменник і музичний критик Єжи Вальдорфф заснував благодійний фонд, який протягом 1972—1974 років збирав кошти, щоб викупити віллу «Атма». У 1974 році вілла «Атма» була передана краківському Національному музею, який відразу ж розпочав ремонт будівлі. 6 березня 1976 року відбулося урочисте відкриття музею Кароля Шимановського.
В музеї на основі фотографій і письмових нотаток був обладнаний кабінет композитора, автентичний інтер'єр 20-тих років XX століття і різноманітна біографічна інформація.
В музеї також знаходиться експозиція нагород Кароля Шимановського.

## Галерея

Музей
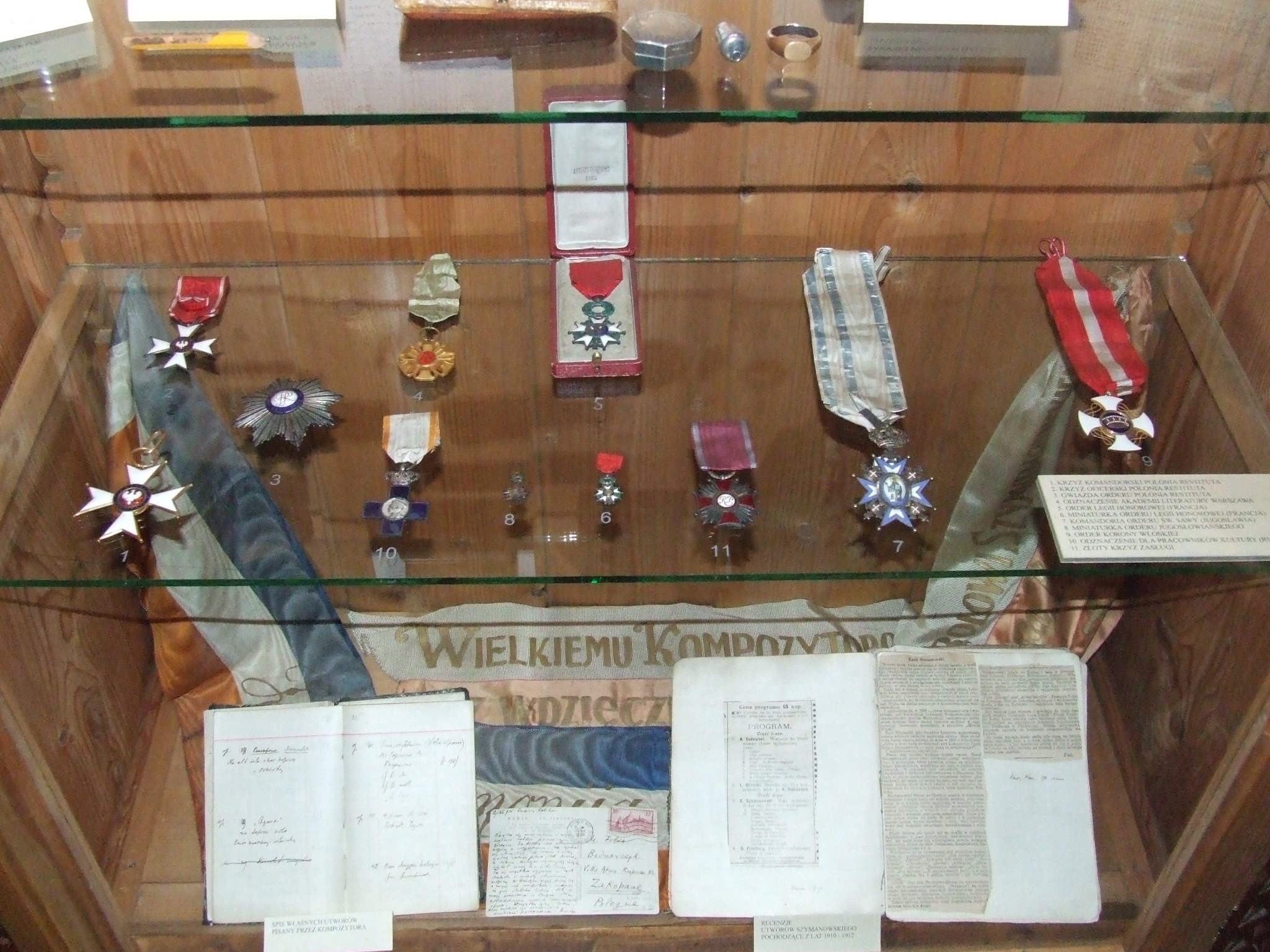
Нагороди Кароля Шимановського
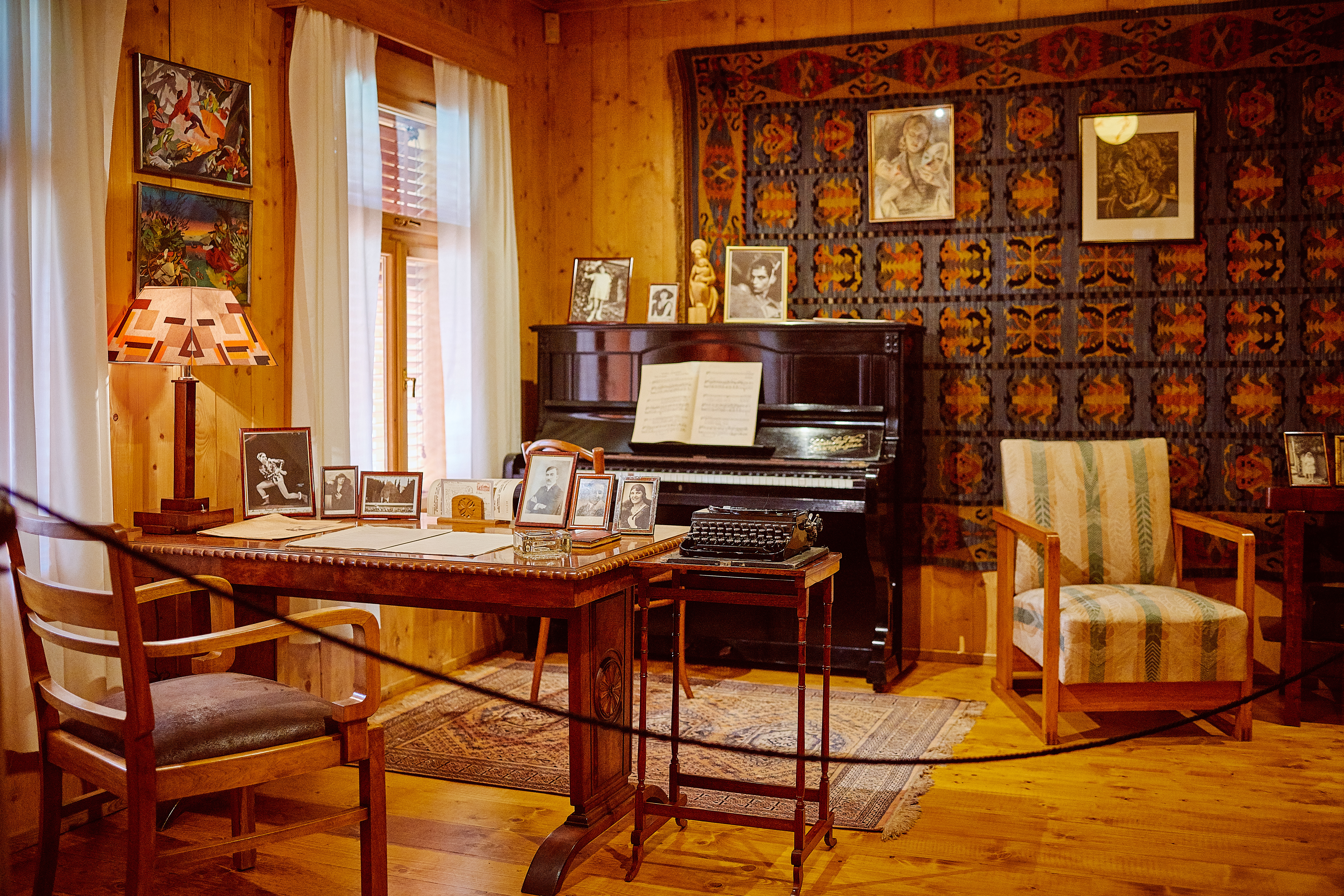
Реконструкція кабінету Кароля Шимановського
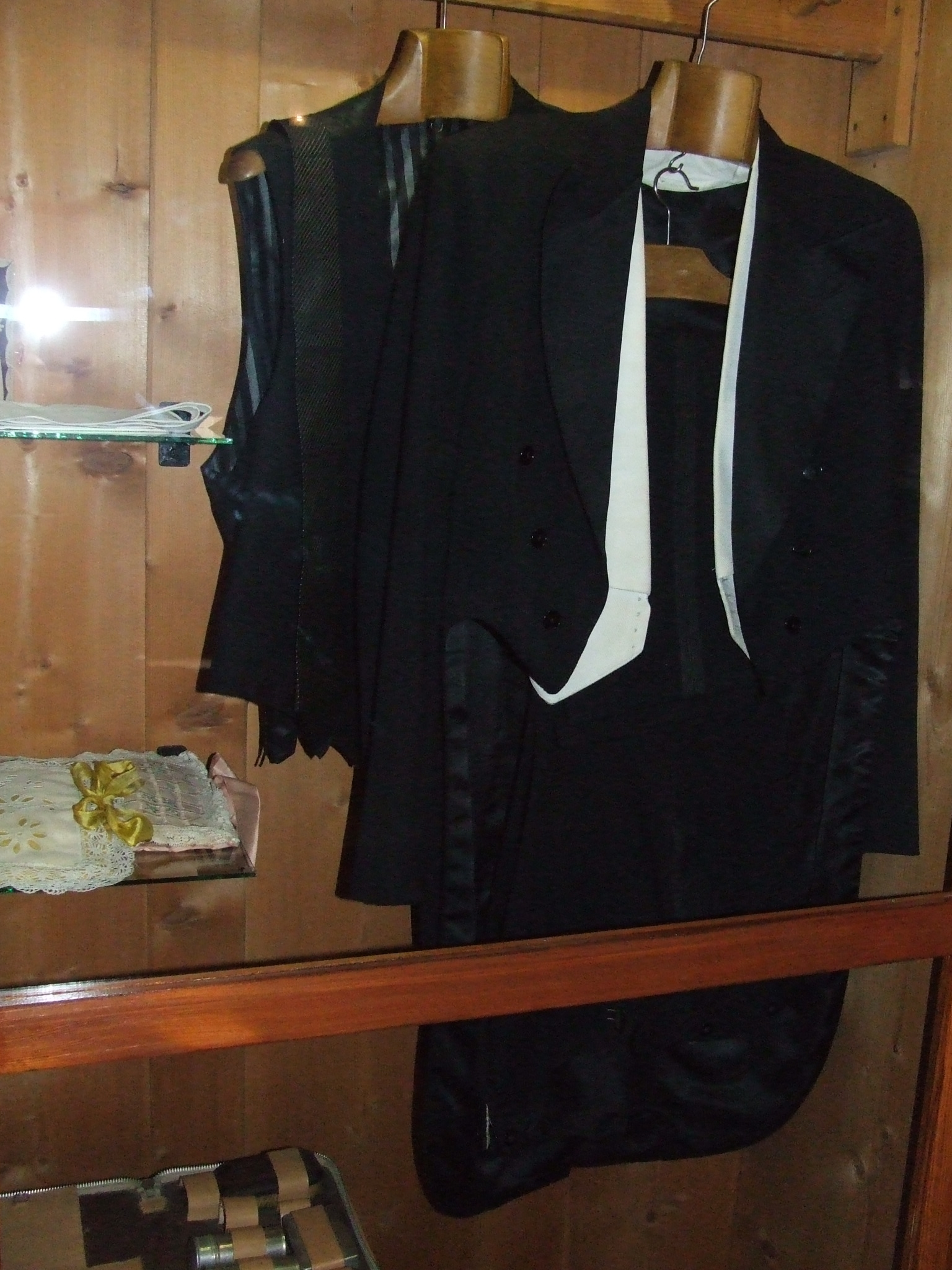
Фрак Кароля Шимановського
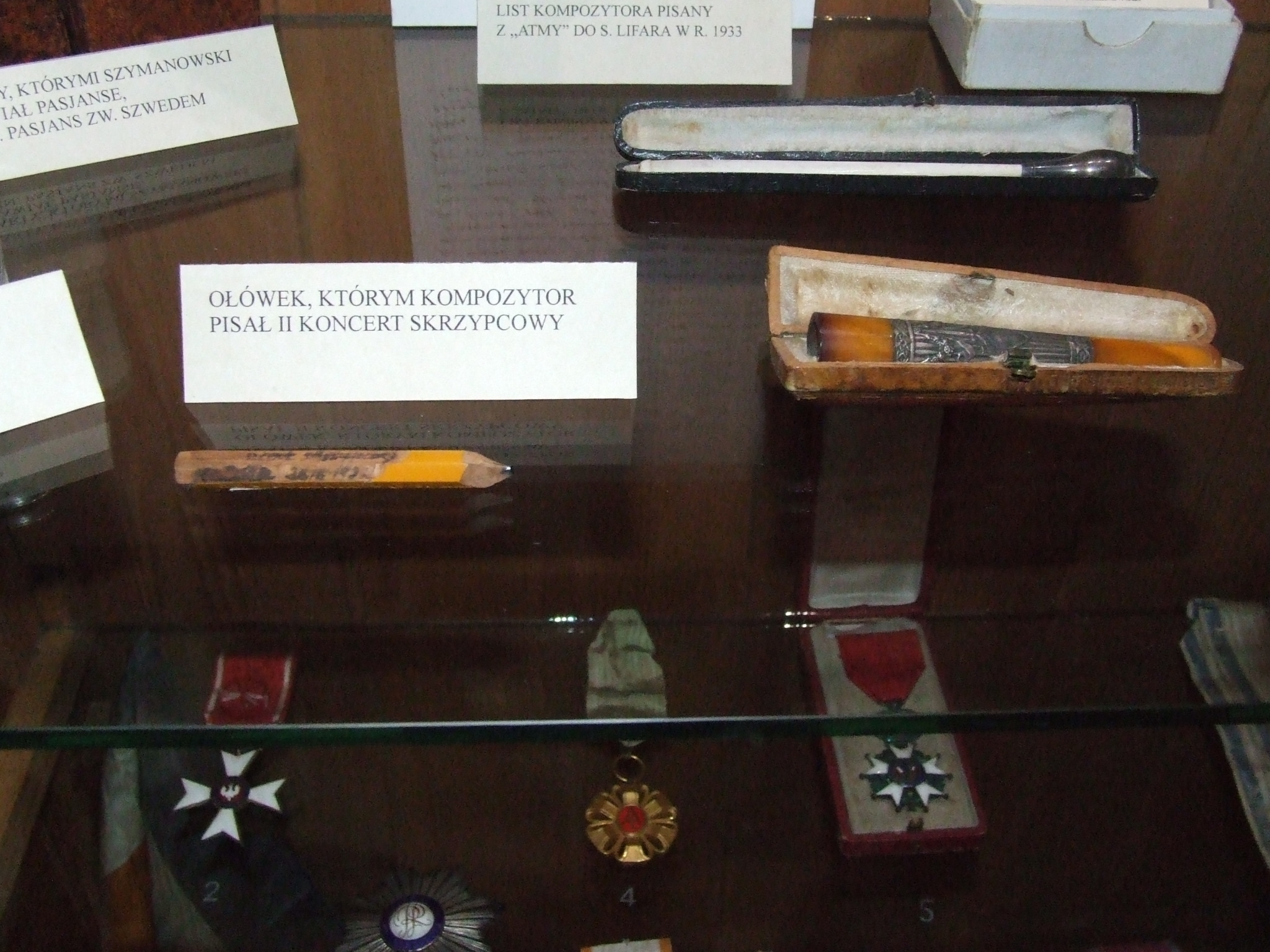
Особисті речі Кароля Шимановського
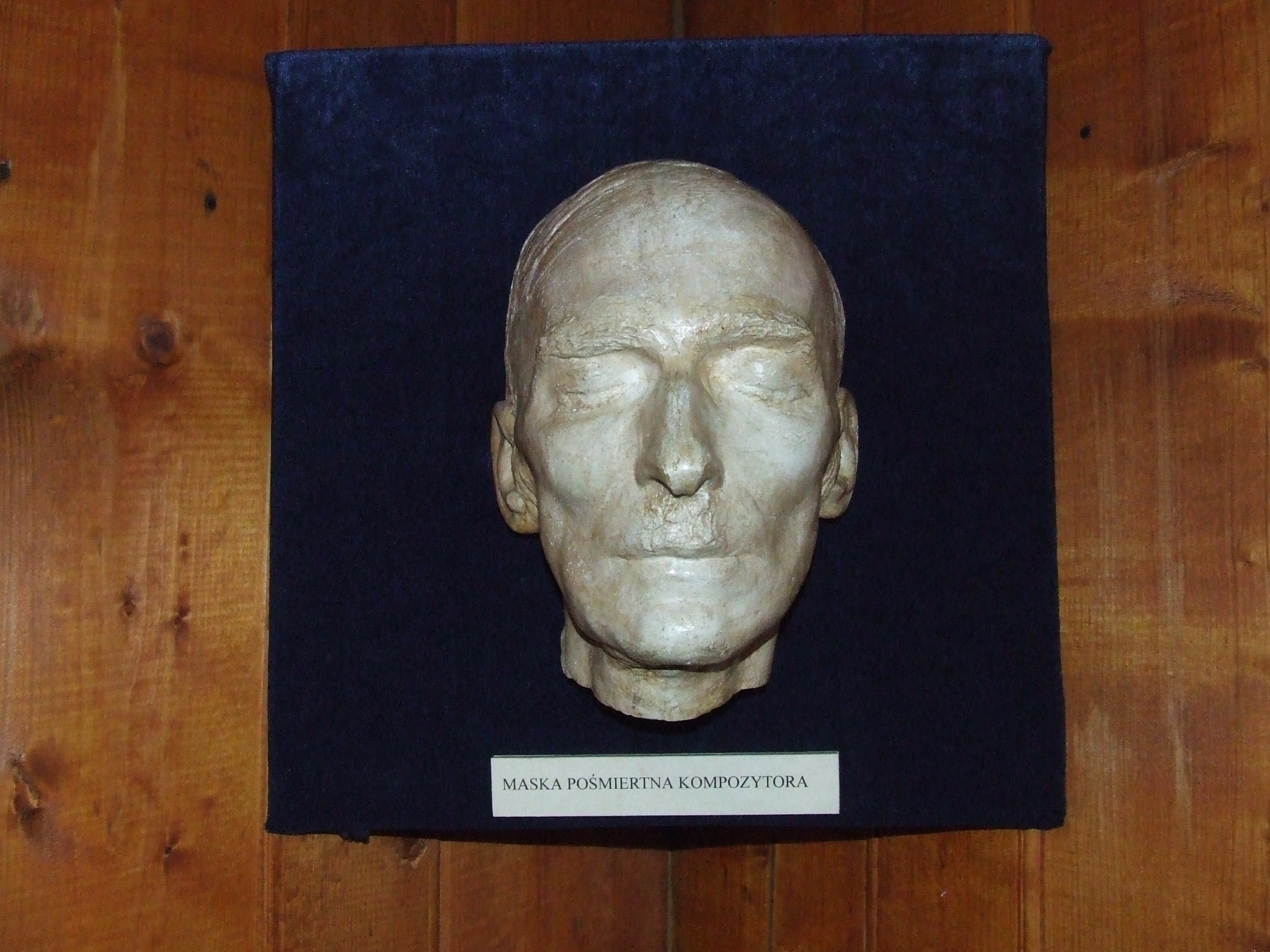
Посмертна маска Кароля Шимановського